# Kauno diena
Kauno diena (с лит. — «День Каунаса») — литовская ежедневная газета, издаётся в Каунасе. Ежедневный тираж 22 000 экземпляров (2010).

## История
Газета была учреждена 1 ноября 1945 года как орган Каунасского городского и районного комитета Коммунистической партии Литовской ССР и выходила под названием Tarybų Lietuva (с лит. — «Советская Литва»). В 1950 г. в связи с образованием Каунасской области переименована в Kauno tiesa (с лит. — «Каунасская правда»), орган областного и городского комитета КПСС. После упразднения Каунасской области в 1953—1990 гг. орган городского комитета КПСС и городского совета народных депутатов.
16 февраля 1990 г. редакция газеты объявила о её превращении в независимое издание, в 1992 году газета получила нынешнее название. В 1998 году приобретена фирмой Orkla Press, дочерней компанией норвежского медиа-гиганта Orkla Media. В декабре 2006 года Orkla продала свои акции в СМИ инвестиционной компании Hermis Capital.

## Главные редакторы
- 1945 — Йонас Шимкус
- 1945—1950 — Донатас Рода
- 1950 — Юозас Хливицкас[лит.]
- 1951—1953 — Повилас Путримас
- 1954—1956 — Юлюс Чигас
- 1956—1958 — В. Норвайша
- 1958—1960 — Юозас Леонавичюс[лит.]
- 1960—1987 — Зенонас Балтушникас[лит.]
- 1987—1998 — Текле Мачюлене[лит.]
- 1999—2007 — Аушра Лека[лит.]
- 2007 — Кястутис Яунишкис
- 2007—2011 — Жильвине Пятраускайте[итал.]
- 2011—2013 — Юрате Кузмицкайте
- 2013—2015 — Жильвине Пятраускайте[итал.]
- Арунас Андрюшкявичюс